# Lesley Turnerová Bowreyová
Lesley Rosemary Turnerová, od roku 1968 provdaná Bowreyová (* 16. srpna 1942 Trangie Nový Jižní Wales) je bývalá australská tenistka. Během kariéry získala třináct grandslamových titulů a byla na druhém místě světového žebříčku. V roce 1997 byla uvedena do Mezinárodní tenisové síně slávy.
Její silnou zbraní byla trpělivá hra od základní čáry. Vyhrála dvouhru na French Open v letech 1963 a 1965 a na Rome Masters v letech 1967 a 1968. S australským týmem získala Fed Cup v letech 1964 a 1965, v devadesátých letech byla jeho nehrající kapitánkou. Také byla osobní trenérkou Jeleny Dokićové.
V roce 2009 jí byl udělen Řád Austrálie.
Její manžel Bill Bowrey vyhrál v roce 1968 Australian Open. Profesionální tenistkou byla také jejich dcera Michelle Bowreyová.

## Grand Slam

### Dvouhra

#### Vítězka
| Rok  | Turnaj      | Finalistka             | Výsledek      |
| 1963 | French Open | Ann Haydonová-Jonesová | 2–6, 6–3, 7–5 |
| 1965 | French Open | Margaret Courtová      | 6–3, 6–4      |

#### Finalistka
| Rok  | Turnaj          | Vítězka           | Výsledek      |
| 1962 | French Open     | Margaret Courtová | 3–6, 6–3, 5–7 |
| 1964 | Australian Open | Margaret Courtová | 3–6, 2–6      |
| 1967 | Australian Open | Nancy Richeyová   | 1–6, 4–6      |
| 1967 | French Open     | Françoise Dürrová | 6–4, 3–6, 4–6 |